# Tato (Name)
Tato (auch Teto) ist ein männlicher Personenname.

## Herkunft und Bedeutung des Namens
Der Name kommt von germanisch *dēdi für „Tat.“
Folgende Ortsnamen lassen sich auf einen "Tato" als Gründer zurückführen:
- Tettenweis, eine Gemeinde im Landkreis Passau in Bayern
- Todtenweis, eine Gemeinde im Landkreis Aichach-Friedberg in Bayern
- Tödting, ein Ortsteil der Stadt Rain am Lech im Landkreis Donau-Ries in Bayern